# جون بلايفير
جون بلايفير (بالإنجليزية: John Playfair)‏ (و. 1748 – 1819 م) هو رياضياتي، وجيولوجي، وفيزيائي من المملكة المتحدة . ولد في دندي .
وكان عضواً في الجمعية الملكية .

## التعليم
تعلم في جامعة سانت أندروز

## جوائز
حصل على جوائز منها:
- زمالة الجمعية الملكية.

## روابط خارجية
- جون بلايفير على موقع الموسوعة البريطانية (الإنجليزية)
- جون بلايفير على موقع الموسوعة البريطانية (الإنجليزية)
- جون بلايفير على موقع إن إن دي بي (الإنجليزية)